# Hadžići (Visoko)
Pour les articles homonymes, voir Hadžići.
Hadžići (en cyrillique : Хаџићи) est un village de Bosnie-Herzégovine. Il est situé dans la municipalité de Visoko, dans le canton de Zenica-Doboj et dans la fédération de Bosnie-et-Herzégovine. Selon les premiers résultats du recensement bosnien de 2013, il compte 142 habitants.

## Géographie
Le village est situé à la confluence du Dakovački potok et de la Radovljanska rijeka.

## Démographie

### Évolution historique de la population dans la localité
| 1948 | 1953 | 1961 | 1971 | 1981 | 1991 | 2013 |
| ---- | ---- | ---- | ---- | ---- | ---- | ---- |
| -    | -    | 151  | 168  | 141  | 159  | 142  |

|  |